# Club de Clichy
Der Clichy Club (französisch: Club de Clichy) war eine politische Gruppierung, die während der Französischen Revolution von 1794 bis 1799 aktiv war. Die politische Ausrichtung kann mit den Schlagworten Anti-Abolitionismus, Konservatismus, Laissez-faire und Monarchismus beschrieben werden.

## Geschichte
Während der Französischen Revolution wurde der Clichy Club 1794 unmittelbar nach dem Sturz von Maximilien Robespierre am 9. Thermidor II (27. Juli 1794) gegründet. Der politische Klub, dessen Mitglieder später als Clichyens bezeichnet wurden, traf sich in Räumen in der Rue de Clichy, die nach Westen in Richtung des modischen Pariser Vororts Clichy führt. Der Klub bestand ursprünglich aus den entlassenen Vertretern des Nationalkonvents, von denen die meisten während der Terrorherrschaft inhaftiert waren, und stand zudem in der Tradition der Feuillants, die zu den Wahlen zum Konvent 1792 aus Protest nicht antraten. Unter dem Direktorium spielten sie eine immer wichtigere Rolle für die politische Rechte und umfassten Republikaner und Monarchisten des Moderatismus, nämlich diejenigen, die immer noch glaubten, dass in einer konstitutionellen Monarchie, die teilweise auf dem britischen Modell beruhte, die beste Zukunft für Frankreich lag. Die Hauptakteure waren François-Antoine Boissy d’Anglas, Jean-Charles Pichegru und Camille Jordan. Mit der Schließung des Jakobinerklubs im November 1794 schien die Gefahr der politischen Linken nachzulassen, und die Aktivitäten des Clichy Clubs gingen zurück.
Unter dem Direktorium begannen die Salons von Paris unter der Führung von Frauen, deren Vermögen während des ersten Jahrzehnts der Revolution nicht ruiniert worden war, vorsichtig wieder zusammenzukommen. Die Privatsphäre wurde politisiert. Im Rahmen der politischen Meinung signalisierten die Mitglieder des Clichy Clubs, die zu den Monarchiens gehörten, ihre Parteitreue in den langen schwarzen Westen, die sie trugen. Madame de Staël versuchte in ihrem Salon mixte, die sozialen und politischen Unterschiede zwischen den Monarchiens des Clichy Clubs und Fraktionen, die sicherer mit dem neuen Regime verbunden waren, wie jenen, die sich mit Benjamin Constant im Hôtel de Salm (Salmklub) oder in Charles versammelten, zu überbrücken. In diesem Kreis bewegte sich auch Maurice de Talleyrand-Périgord.
Der mehr und mehr erstarkende Klub stand dabei im ständigen Gegensatz zu den regierenden Thermidorianern, die selbst schon weit von den ursprünglichen Ergebnissen der Revolution nach rechts abgerückt waren, sich aber gegen diese noch weiter rechts agierende Konkurrenz erwehren mussten, und wenn es auch nur dem Machterhalt diente.
Ein Höhepunkt im politischen Kampf war die Wahl von François-Marie, Marquis de Barthélemy zu einem der fünf Direktoren. Die Thermidorianer, die sich dadurch gefährdet sahen, reagierten mit dem Staatsstreich des 18. Fructidor V und damit der Absetzung von Barthélemy und dem politisch dem Klub nahestehenden anderen Direktor Lazare Carnot. In der Folge kam es auch zu Manipulationen der Regierung bei den zukünftigen Wahlen zum Rat der Fünfhundert.
Das endgültige Ende des Klubs kam aber nach der Machtergreifung Napoleon Bonapartes. Pichegru, der immer noch mit dem Prinzen von Condé korrespondierte, wurde nach dem 18. Brumaire verhaftet. Allerdings standen nur wenige weitere Clichyens in solch verräterischen Beziehungen mit dem royalistischen Prätendenten und seinen Beratern.
Der Kern der französischen Kolonialpflanzer sprach sich gemeinsam mit den Clichyens gegen die Abschaffung der Sklaverei aus, da dies den französischen Kolonien schaden würde. Öffentliche Äußerungen des Clichy Clubs erschienen im Allgemeinen in der rechten Presse, L'Éclair, Le Véridique, Le Messager du Soir und Les nouvelles politiques.

## Weitere Mitglieder
- François-Marie de Barthélemy (1747–1830), Diplomat und Politiker
- Pierre Paul Royer-Collard (1763–1845), Philosoph und Politiker
- Guillaume-Mathieu Dumas (1753–1837), Général de division und Militärhistoriker
- Camille Jordan (1771–1821), Mathematiker
- Amédée Willot (1755–1823), General und Politiker